# Karl Rappan
Karl Rappan (Vienna, 26 settembre 1905 – Berna, 31 dicembre 1995) è stato un calciatore e allenatore di calcio austriaco.
Commissario tecnico della Nazionale di calcio svizzera in quattro diversi periodi, ha guidato tale selezione in tre campionati del mondo. Proprio nel primo che disputò in qualità di CT, ovvero Francia 1938, adottò la tattica del verrou, considerata l'antecedente del catenaccio, che si basava sull'organizzazione della linea difensiva, supportata dal libero, posizionato a poca distanza dal portiere, che aveva compiti esclusivamente di copertura. Partecipò inoltre alla creazione della Coppa Intertoto insieme a Ernst Thommen.

## Carriera

### Giocatore
Giocò come centrocampista e, talvolta, come attaccante. A livello giovanile militò nel Donau, e nel 1924 ebbe la sua prima occasione di giocare professionalmente grazie all'Admira Vienna, che lo mantenne in rosa per quattro anni; durante questo periodo, ricevette anche una chiamata in Nazionale, arrivando ad assommare due presenze e una rete, contro l'Ungheria. Giocò dunque per Austria Vienna e Rapid Vienna, vincendo anche il titolo nazionale, prima di trasferirsi in Svizzera nel 1931, accordandosi con il Servette. Nella squadra elvetica svolse il ruolo di giocatore-allenatore, fino al termine della sua carriera agonistica nel 1935.

### Allenatore
Trascorse gran parte della sua carriera in panchina allenando squadre di club e la stessa Nazionale in Svizzera. Una volta terminato il suo incarico al Servette, divenne tecnico a tempo pieno, assumendo tale ruolo nel Grasshoppers nell'anno 1935 e lasciandolo nel 1948 dopo svariate vittorie in campo nazionale. Proprio in quell'anno tornò al Servette, stavolta solo come allenatore, permanendovi fino al 1957. Chiusa anche questa esperienza, passò allo Zurigo e al Losanna, dove chiuse la carriera in panchina; nella stagione 1969-1970 tornò in Austria e si legò al Rapid Vienna, ma in qualità di direttore tecnico e non di allenatore.
Nel corso della sua carriera svolse a più riprese il ruolo di commissario tecnico della Svizzera contemporaneamente ai suoi incarichi con le squadre di club. In tutto conta 77 partite internazionali, con 29 vittorie e 36 sconfitte, aggiudicandosi così il primato per quanto riguarda il numero di panchine con la Nazionale.
Rappan portò la squadra a qualificarsi per tre mondiali, Francia 1938, Svizzera 1954 e Cile 1962. Nel secondo di questi, giocato in casa, raggiunse i quarti di finale, ma venne sconfitta per 7-5 dall'Austria; la selezione si tolse comunque la soddisfazione di eliminare l'Italia nello spareggio per l'accesso agli stessi quarti, sconfiggendo per 4-1 gli Azzurri. L'11 novembre 1963 Rappan si sedette per l'ultima volta sulla panchina della Svizzera, in occasione del pareggio per 2-2 con la Francia.

## Palmarès

### Giocatore

#### Competizioni nazionali
- Campionato austriaco: 1

Rapid Vienna: 1929-1930
- Campionato svizzero: 2

Servette: 1932-1933, 1933-1934

#### Competizioni internazionali
- Coppa dell'Europa Centrale: 1

SK Rapid: 1930

### Allenatore

#### Competizioni nazionali
- Campionato svizzero: 7  (record)

Grasshoppers: 1936-1937, 1938-1939, 1941-1942, 1942-1943 1944-1945
Servette: 1949-1950
Losanna: 1964-1965
- Coppa Svizzera: 8  (record)

Grasshoppers: 1936-1937, 1937-1938, 1939-1940, 1940-1941, 1941-1942, 1942-1943, 1945-1946
Servette: 1948-1949